# Диран Келекјан
Диран Келекјан (јерм. Տիրան Քէլէկեան; тур. Diran Kelekyan; Кајзери, 1862 — Чанкири, 1915) био је јерменски новинар и књижевник са подручја Османског царства с краја XIX и почетка 20. века. Студирао је у Константинопољу и на Француској академији наука у Марсеју, а потом постаје редовни професор на Османском универзитету у Константинопољу. Писао је за листове „Џихан” (од 1883) и „Сабах” (од 1908. године). Због критика упућених турским властима 1904. је протеран из Турске, и све до 1908. боравио је у изгнанству у Лондону, када се вратио у Константинопољ. Радио је на француско-турском речнику.
Ухапшен је 24. априла 1914. године са још неколико стотина јерменских инетелектуалаца („Црвена недеља”), а потом депортован у Чанкири где је и убијен у време Геноцида над Јерменима 1915. године. Према једним изворима убијен је 20. августа, док историчар Али Чанкаја тврди да се убиство десило 1. септембра 1915. године.